# Saint-Sauveur (Côte-d'Or)
 Saint-Sauveur  es una población y comuna francesa, en la región de Borgoña, departamento de Côte-d'Or, en el distrito de Dijon y cantón de Pontailler-sur-Saône.

## Demografía
| 179 | 148 | 120 | 140 | 171 | 206 | 173 |
| Para los censos de 1962 a 1999 la población legal corresponde a la población sin duplicidades (Fuente: INSEE [Consultar]) |     |     |     |     |     |     |